# Via Vandelli

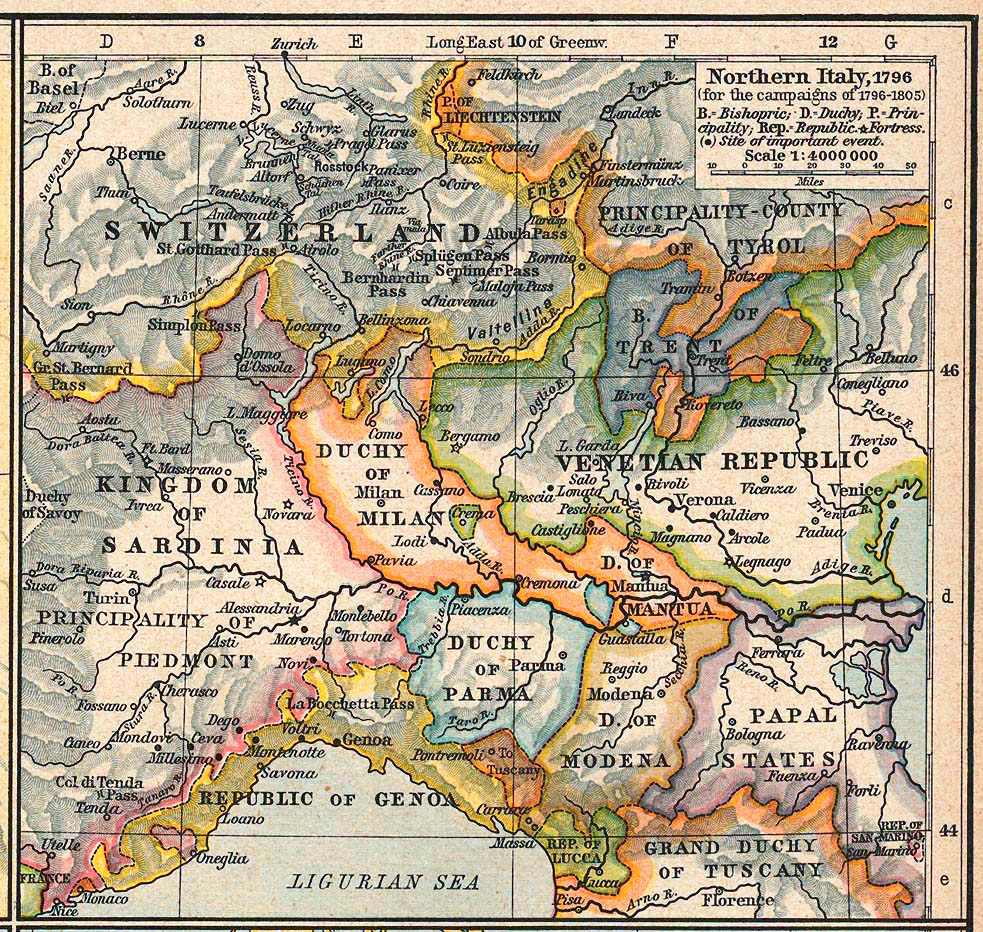
Noord Italië in 1796

De Via Vandelli is een oude wandelroute die de plaats Modena, aan de oostzijde van de Apennijnen, verbindt met de plaatsen Massa en Carrara, aan de westzijde van de Apennijnen.

## Geschiedenis
Door het huwelijk van Maria Theresia van het Prinsdom van Massa-Carrara met prins Ercole Rinaldo, kwamen in 1735 de plaatsen Massa en Carrara onder het gezag van Modena. De Hertog zag zijn gebieden aan de kusten deze rondom Modena, gescheiden door twee bergkammen: de Tosco–Emiliaanse Apennijnen en de Apuaanse Alpen. Het verlangen om de twee gebieden door een weg te verbinden leidde tot een voor die tijd omvangrijk bouwproject: de constructie van een weg over de Apennijnen in San Pellegrino in Alpe en over de Passo della Tambura. Het project werd in 1738 toegewezen aan Domenico Vandelli, een wiskundige en ingenieur. Door de zware omstandigheden en als gevolg van de Oostenrijkse Afscheidingsoorlog werd het werk pas afgerond in 1751.
Het resultaat voldeed echter niet aan de eisen van de opdrachtgever. Het stijgingspercentage was te hoog voor karren of wagens en gedurende een groot deel van het jaar was de route ondergesneeuwd. Halverwege de 19e eeuw raakte de weg in onbruik.
Recent is besloten om een deel van de Via Vandelli te herbouwen. Veel stenen muurtjes die het wegdek ondersteunen zijn inmiddels gerestaureerd.